# (5619) Shair
(5619) Shair es un asteroide perteneciente al cinturón de asteroides descubierto el 26 de abril de 1990 por Eleanor F. Helin desde el Observatorio del Monte Palomar, Estados Unidos.

## Designación y nombre
Designado provisionalmente como 1990 HC1. Fue nombrado Shair en honor a Fredrick H. Shair, gerente de la Oficina de Asuntos Educativos del Laboratorio de Propulsión a Reacción y exdecano de la Facultad de Ciencias Naturales y Matemáticas de la Universidad Estatal de California, (Long Beach), y profesor del Instituto de Tecnología de California. Mientras estaba en Caltech, estableció el Programa de Becas de Investigación de Pregrado de Verano (SURF), que integra la experiencia de los estudiantes en el aula con un entorno de investigación. También ha sido honrado con numerosos premios por su excelencia docente. El descubridor ha sido patrocinador de SURF desde los primeros años del programa.

## Características orbitales
Shair está situado a una distancia media del Sol de 2,622 ua, pudiendo alejarse hasta 3,188 ua y acercarse hasta 2,056 ua. Su excentricidad es 0,215 y la inclinación orbital 25,26 grados. Emplea 1551,24 días en completar una órbita alrededor del Sol.

## Características físicas
La magnitud absoluta de Shair es 12,7. Tiene 11,52 km de diámetro y su albedo se estima en 0,146. 